# Staffolo
Staffolo là một đô thị ở tỉnh Ancona trong vùng Marche, nằm cách 35 km về phía tây nam của Ancona. Tại thời điểm ngày 31 tháng 12 năm 2004, đô thị này có dân số 2.304 và diện tích là 27,6 km².
Staffolo giáp các đô thị sau: Apiro, Cingoli, Cupramontana, Jesi, San Paolo di Jesi.